# Aphodius zenkeri
Aphodius zenkeri là một loài bọ cánh cứng trong họ Scarabaeidae. Loài này được Germar miêu tả khoa học năm 1813.